# Final da Copa do Mundo de Ginástica Artística de 2000
A décima edição da Copa do Mundo de Ginástica Artística foi realizada na cidade de Glasgow, na Escócia, em 2000 e contou com as provas individuais por aparelhos femininos e masculinos, bem como na anterior.

## Eventos
- Solo masculino
- Barra fixa
- Barras paralelas
- Cavalo com alças
- Argolas
- Salto sobre a mesa masculino
- Trave
- Solo feminino
- Barras assimétricas
- Salto sobre a mesa feminino

## Medalhistas
| Evento              | Ouro                     | Prata                                 | Bronze                              |
| ------------------- | ------------------------ | ------------------------------------- | ----------------------------------- |
| Masculino           |                          |                                       |                                     |
| Solo                | ESP Gervasio Deferr      | BUL Jordan Jovtchev CAN Kyle Shewfelt | nenhum                              |
| Cavalo com alças    | ROU Marius Urzica        | BLR Ivan Ivankov                      | CHN Xing Aowei                      |
| Argolas             | HUN Szilveszter Csollany | BUL Jordan Jovtchev                   | BLR Ivan Ivankov                    |
| Salto sobre a mesa  | ROU Marian Dragulescu    | ESP Gervasio Deferr                   | LAT Evgeni Sapronenko               |
| Barras paralelas    | SLO Mitja Petkovšek      | RUS Alexei Bondarenko                 | KOR Lee Joo-Hyung SLO Aljaz Pegan   |
| Barra fixa          | UKR Oleksandr Beresh     | SLO Aljaz Pegan                       | BLR Ivan Ivankov                    |
| Feminino            |                          |                                       |                                     |
| Salto sobre a mesa  | RUS Elena Zamolodchikova | ROU Simona Amanar                     | POL Yoanna Skowronska               |
| Barras assimétricas | CHN Ling Jie             | AUS Alanna Slater                     | ROU Andreea Raducan                 |
| Trave               | ROU Andreea Raducan      | ROU Simona Amanar                     | CHN Ling Jie                        |
| Solo                | ROU Andreea Raducan      | RUS Elena Zamolodchikova              | ROU Simona Amanar CHN Dong Fangxiao |

## Quadro de medalhas
| Ordem | País          | Medalha de ouro | Medalha de prata | Medalha de bronze | Total |
| ----- | ------------- | --------------- | ---------------- | ----------------- | ----- |
| 1     | Roménia       | 3               | 2                | 2                 | 7     |
| 2     | Rússia        | 1               | 2                |                   | 3     |
| 3     | Eslovénia     | 1               | 1                | 1                 | 3     |
| 4     | Espanha       | 1               | 1                |                   | 2     |
| 5     | China         | 1               |                  | 3                 | 4     |
| 6     | Hungria       | 1               |                  |                   | 1     |
| 6     | Ucrânia       | 1               |                  |                   | 1     |
| 8     | Bulgária      |                 | 2                |                   | 2     |
| 9     | Bielorrússia  |                 | 1                | 2                 | 3     |
| 10    | Canadá        |                 | 1                |                   | 1     |
| 10    | Austrália     |                 | 1                |                   | 1     |
| 12    | Polónia       |                 |                  | 1                 | 1     |
| 12    | Letónia       |                 |                  | 1                 | 1     |
| 12    | Coreia do Sul |                 |                  | 1                 | 1     |
| TOTAL | TOTAL         | 10              | 11               | 11                | 32    |